# Velites
Velites is de Romeinse lichte infanterie, eigenlijk speerwerpers zonder specifieke, formele organisatie of functie in een veldslag.
Ze werden toegepast daar waar er behoefte of noodzaak voor was. Normaal gesproken zouden zij in de frontlinie ingezet worden om de vijandige formatie te breken, maar dit lukte maar zelden. Na het werpen van hun speer lieten zij zich terugvallen door de gaten tussen de manipels.
De velites waren uitgerust met een bundel lichte werpsperen, een schild en vaak een helm. Vaak droegen ze een wolfs- of berenhuid boven hun helm.
De velites hebben in enkele slagen een belangrijke functie gehad. Zij konden de Romeinen de overwinning bezorgen bij de Slag bij Beneventum door met hun speren de krijgsolifanten van Pyrrhus van Epirus in hun bilnaad te steken. Hierdoor keerden de olifanten zich om en liepen in op hun eigen troepen. Een andere belangrijke slag was de Slag bij Zama. Hier had Scipio Africanus zijn soldaten opgesteld met gangetjes tussen de verschillende manipels. Om ervoor te zorgen dat de Carthagers dit niet zagen, vulde hij deze gangen op met zijn velites. Toen de olifanten kwamen, liepen de velites weg en hierdoor liepen de olifanten zonder schade aan te richten door de gangetjes. De Romeinen wisten zelfs enkele olifanten te laten omkeren.

Tekening van een Veles

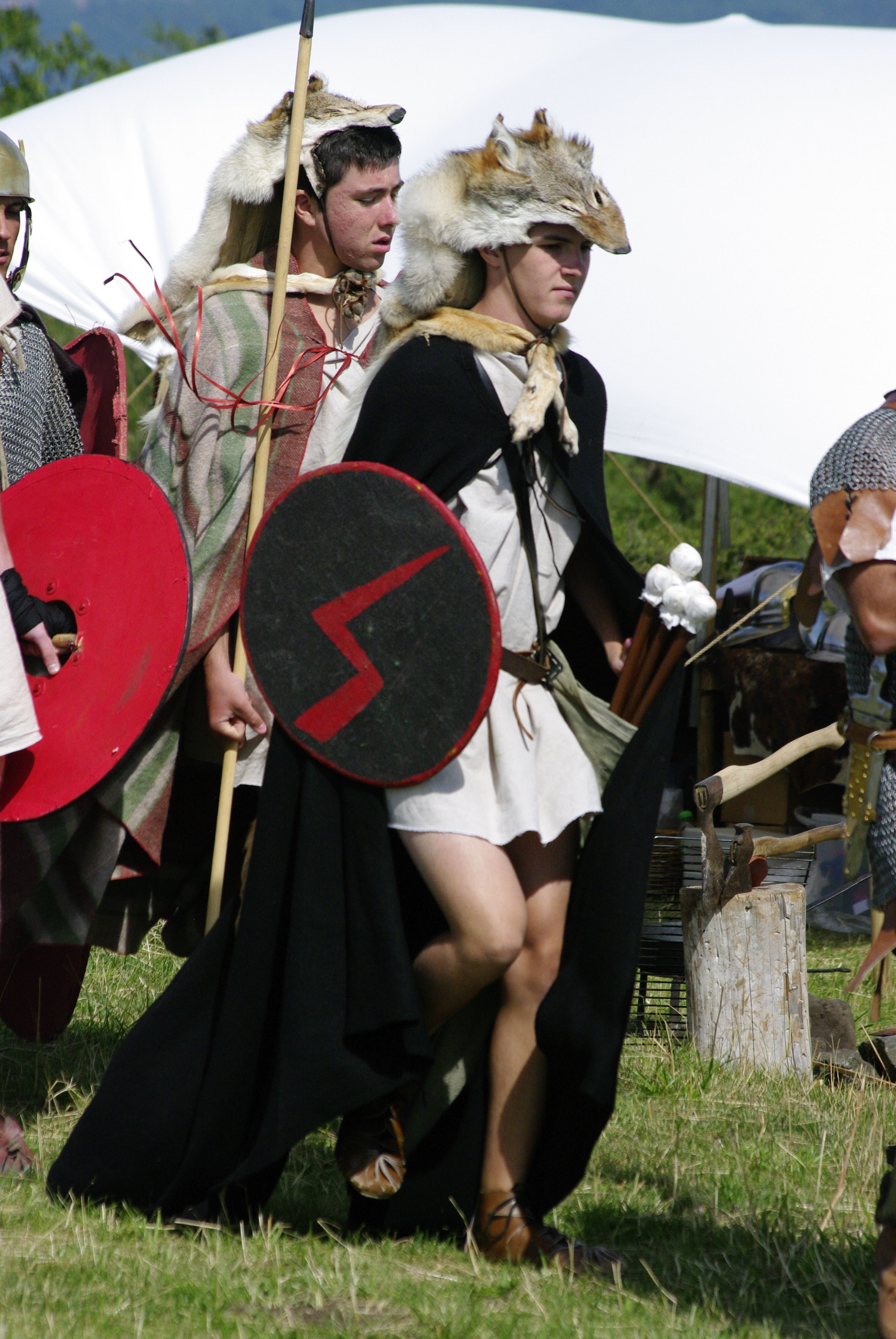
Persoon verkleed als Veles